# Monumento (patrimonio histórico de España)

Monumento es, en el contexto del patrimonio histórico de España, un tipo de realización arquitectónica, de ingeniería o escultural que por su interés y valor goza de una protección jurídica específica recogida en la Ley 16/1985, del 25 de junio de 1985, del Patrimonio Histórico Español para su preservación, enriquecimiento y exhibición.
Los monumentos son una categoría dentro de la declaración más amplia de bienes de interés cultural.
El catálogo de monumentos es gestionado por la Dirección General de Bellas Artes y Bienes Culturales a través de la Subdirección General de Protección del Patrimonio Histórico mediante el Registro General de Bienes de Interés Cultural en el que también participan las distintas comunidades autónomas españolas.
Por su parte, el Instituto del Patrimonio Cultural de España tiene la misión y funciones de restauración, investigación, documentación, formación y asesoría en la conservación del patrimonio histórico.
El Registro General de Bienes de Interés Cultural de España incluye más de 13.000 monumentos que vienen identificados con el número 51 en primer lugar del código de B.I.C..